# Nervier
Die Nervier (lateinisch Nervii, französisch Nerviens) waren in der Antike ein großer belgischer Volksstamm. Sie bewohnten in der Gallia Belgica ein ausgedehntes Gebiet zwischen Maas und Schelde im Norden und Westen des heutigen Belgien. Benachbart lebten die Menapier, Aduatuker, Eburonen, Remer, Bellovaker, Viromanduer und Atrebaten. Sie hatten mehrere Klientelstämme. Die Hauptstadt der Nervier war Bagacum (heute Bavay in Frankreich), das der spätere Kaiser Tiberius wahrscheinlich um 4 n. Chr. besuchte.

## Geschichte
Hinweise bei Strabon legen einen früheren Wohnsitz der Nervier auf der rechten Rheinseite nahe. Hinsichtlich ihrer politischen Selbstordnung wird von einem senatus berichtet.
Die Nervier spielten eine herausragende Rolle in Gaius Iulius Caesars Berichten über seine gewaltsame Unterwerfung Galliens. Im Winter 58/57 v. Chr. beteiligten sich 50.000 Nervier an einer antirömischen Koalition von insgesamt 300.000 Mann aus zahlreichen anderen belgischen Völkerschaften unter der Führung des Suessionenkönigs Galba. 57 v. Chr. wurden sie zwar von Caesars Truppen in einer hochdramatischen Schlacht an der Sambre vernichtend geschlagen, nahmen aber im Winter 54/53 v. Chr. erneut an einem Aufstand teil, wobei unter der Ägide des eburonischen Anführers Ambiorix etwa ein Fünftel der belgischen Krieger gegen die Römer dieser Völkerschaft entstammten. Kurz darauf konnten sie sich mit etwa 6000 Kriegern Vercingetorix bei Alesia anschließen.
Caesar betont in seinem Kriegsbericht De bello Gallico, dass die Nervier keine gute Reiterei besäßen, sondern ihr ganzes Augenmerk auf die Fußtruppen legten. Um feindliche Reiter trotzdem abwehren zu können, seien sie dazu übergegangen, aus umgebogenen jungen Bäumen und dornigen Büschen große Hecken zu errichten. Auf diese Weise sei auch der Weitermarsch des römischen Heeres deutlich behindert worden. Als Klientelstämme der Nervier erwähnt Caesar die Ceutronen, Grudier, Geidumner, Levacer, und Pleumoxier, weil sie im Winter 54/53 v. Chr. am Angriff auf das Winterlager der Legion des Legaten Quintus Tullius Cicero im Siedlungsgebiet der Nervier beteiligt waren.
Die Nervier galten für Caesar als der wohl kriegerischste Stamm unter den Belgern, nicht zuletzt wegen der ihnen zugeschriebenen germanischen Abstammung. Dies hinderte die Nervier nicht, sich nach ihrer blutigen Unterwerfung schnell römischen Einflüssen zu öffnen, ihre Hauptstadt Bagacum zu einem Verkehrsknotenpunkt mit sieben von ihr ausgehenden stratae calciatae auszubauen und zu einem bedeutenden Handelszentrum zu entwickeln, in dem Ackerbau und Viehzucht, Flachs- und Tuchgewerbe, Metallurgie und Keramik florierten.
Ihre recht frühe Christianisierung dokumentiert der Besuch eines eigenen Bischofs beim Konzil in Colonia Agrippinensis (Köln) des Jahres 346 n. Chr.

## Römische Auxiliareinheiten
Soldaten der Nervier erlangten auch große Bedeutung als Auxiliartruppen für das römische Heer, insbesondere im Verlauf des Bataveraufstandes. Für Britannien sind eine ala II Nerviorum Fidelis milliaria sowie ein n(umerus) sagit(t)ariorum Ner(viorum) erwähnt.
Sechs cohortes Nerviorum wurden 71 n. Chr. unter Quintus Petillius Cerialis in die Provinz Britannia verlegt.
- Cohors I Nerviorum
- Cohors II Nerviorum
- Cohors III Nerviorum
- Cohors IIII Nerviorum
- Cohors V Nerviorum
- Cohors VI Nerviorum